# Евгения Шуплинова
Евгения Шуплинова (на македонска литературна норма: Евгенија Шуплинова) е северномакедонска поетеса, разказвачка и преводачка.

## Биография
Родена е в 1930 година в село Тополчани, Прилепско, тогава в Кралство Югославия, днес в Северна Македония. Завършва средно образование. Работи като новинар в „Нова Македония“ („Колибри“), „Млад борец“ и „Стопански вестник“. Член е на Дружеството на писателите на Македония от 1962 година.
Умира в 2008 година.

## Литературно творечество
- Грешница (поезия, 1960)
- Тагата на црвениот каранфил (поезия, 1962)
- Три облачиња (разкази за деца, 1964)
- Сончева патека (поезия за деца, 1969)
- Ана и пеперугата (разкази за деца, 1969)
- Сонце на детските дланки (разкази за деца, 1970)
- Цинцилин (поезия за деца, 1972)
- Празник во градината (1975)
- Септемвриско ѕвонче (поезия за деца, 1982)
- Грешница (любовна поезия, 1992)
- Зелено пладне Пелагонија (поезия, 1993)
- Моливчето го боли срце (поезия и разкази, 1994)